# Kate Major
Kate Major (1980) is een professioneel Australisch triatlete uit Sydney. Ze werd Australisch kampioene triatlon op de lange afstand en schreef verschillende Ironman-wedstrijden op haar naam.
Ze speelde eerst op professioneel niveau squash. In 2002 won ze de Ironman Hawaï en de Ironman Australia in haar leeftijdsklasse. Het jaar erop werd ze professioneel triatlete en werd gelijk Australisch kampioene op de lange afstand. In 2004, 2005 en 2007 moest ze genoegen nemen met  een derde plaats op de Ironman Hawaï. In 2005 won ze ook de Ironman Arizona. 
Haar sterkste onderdelen zijn het fietsen en lopen.

## Titels
- Australisch kampioene triatlon op de lange afstand - 2003

## Belangrijke prestaties

### triatlon
- 2002:  W18-24 Ironman Australia - 10:03.01
- 2002:  W18-24 Ironman Hawaï - 9:49.33
- 2003:  Ironman Australia - 9:22.07
- 2003: 9e Ironman Hawaï - 9:46.03
- 2004: 50e overall Escape from Alcatraz - 2:13.15
- 2004: 54e overall Ironman Australia - 9:24.51
- 2004:  Ironman USA Lake Placid - 9:24.42
- 2004: 46e overall Wildflower Long Course - 4:47.25
- 2004: 41e overall Ironman 70.3 Eagleman - 4:21.14
- 2004:  Ironman Hawaï - 10:01.56
- 2005:  Florida Half Ironman - 4:30.43
- 2005:  Ironman Arizona - 9:44.02
- 2005: 5e Ironman 70.3 California - 4:40.45
- 2005:  Ironman Hawaï - 9:12.39
- 2006:  Ironman Coeur d'Alen - 9:41.18
- 2006: 6e Ironman Hawaï - 9:31.53
- 2007:  Ironman 70.3 California - 4:26.15
- 2007: 37e overall Wildflower Long Course - 4:42.26
- 2007: 8e WK Ironman 70.3 - 4:18.20
- 2007:  Ironman Hawaï - 9:19.13
- 2008:  Ironman 70.3 Geelong - 4:29.21
- 2008:  Ironman 70.3 Boise - 4:24.44
- 2008:  Ironman Australia - 9:09.12
- 2008: 4e Half Vineman Triathlon - 4:25.31
- 2008: 31e Ironman Hawaï - 10:13.26
- 2009:  Ironman Coeur d'Alen - 9:32.10
- 2009: 8e Ironman 70.3 New Orleans - 4:28.02
- 2009: 5e Ironman 70.3 Timberman - 4:38.15
- 2009: 22e Ironman Hawaï - 10:01.52
- 2009:  Ironman Arizona - 9:20.12